# Varanus brevicauda
Varanus brevicauda là một loài thằn lằn trong họ Varanidae. Loài này được Boulenger mô tả khoa học đầu tiên năm 1898.